# 白杲
白杲（1461年—1531年），字光宇，别號松溪，直隸真定府南宮縣人，官籍，明朝政治人物。

## 生平
弘治八年（1495年）乙卯科順天府鄉試第十名舉人。弘治九年（1496年）中式丙辰科會試第五十四名，三甲第一百九十六名進士。丁父憂歸，继丁祖父喪，十五年免喪，除户部主事，督理通州粮储，续管京仓草场并御马等仓及皇城九门等处钱谷。因执法过严，被人诬以私点禁兵，正德初外任陕西平凉府通判，兼雄瞻花马池等仓。四年升登州府清軍同知，五年九月升陕西按察司僉事，奉敕管理屯田军需，以事降调卫辉府同知，甫三月，八年十二月升四川佥事，十二年正月考察以不謹閑住。嘉靖元年进阶朝列大夫，十年卒，年七十一。

## 家族
白氏之先本磁州人，后迁隆庆州，再迁真定之南宫，又为南宫人。曾祖白友諒，封資善大夫 工部尚書；祖父白瑄，七品散官；父白霖，義官。母黃氏；繼母司氏。重庆下。一子白述，锦衣冠带舍人。